# Herbert de Clairvaux
Herbert de Torres, Herbert de Mores ou Herbert de Clairvaux est un chroniqueur et moine cistercien français.

## Biographie
Il est le troisième abbé de Mores à partir de 1165 ou 1168 avant de se démettre et se retirer à Clairvaux en 1178. Il y est chapelain et secrétaire de Henri de Marcy. Il y rencontre probablement Gonario de Lacon, ancien juge de Torres, ville dont il devient archevêque en 1181.
Il semble qu'il se soit retiré au monastère de Cabuabbas où il meurt entre le 4 juillet et le 11 août 1198.

## Œuvre
Son Liber miraculorum et visionum, où il relate ce qu'il a vu ou connu à Mores, Clairvaux et Torres, connaît une grande diffusion au Moyen âge, avant d'être édité en 1660 par Chifflet puis repris par Migne dans sa Patrologie latine. Il en subsiste 22 manuscrits, dont certains comptent jusqu'à 165 chapitres. En 1953, la Commission d'histoire de l'ordre de Cîteaux écrit qu'« une trop grande crédulité caractérise son œuvre ».

## Sources
- Giancarlo Zichi, Graziano Fois, and Stefano Mula,  Herbert of Clairvaux, Liber visionum et miraculorum Clarevallensium, 2017.
- Bruno Griesser, Herbertus di Clairvaux ed il suo Liber miraculorum, traduit de l'italien par Claudia Spang in Herbertus Archiepiscopus Turritanus, 2000.
- Stefano Mula, Herbertus di Torres, in Herbertus Archiepiscopus Turritanus, 1999.
- Olivier Legendre, « Le Liber visionum et miraculorum : édition du manuscrit de Troyes (Bibl. mun., ms 946) » in Positions de thèses soutenues par les élèves de la promotion 2000, École nationale des chartes, 2000, p. 198-204.
- Gaetano Raciti, Herbert de Mores, cistercien et archevêque, XIIe siècle, in Dictionnaire de spiritualité, VII-1, 1969, col 268.
- Chronicon Clarevallense, Patrologie latine, 185, col. 1249.
- C. de Vish, Bibliotheca scriptorum ordinis cisterciensis, Cologne, 1656,
- F. Chifflet, Sancti Bernardi Clarevallensis abbatis genus illustre assertum. Accedunt Odonis de Diogilo, Johannis eremitae, Herberti Turrium Sardiniae archiepiscopi, aliorumque aliquot scriptorum opscula duodecimi post Christum saeculi historiam spectantia, Divone, 1660.